# Disostosi clidocranial
La disostosi clidocranial, també anomenada displàsia clidocranial, és una malaltia rara d'origen genètic que es caracteritza per diferents anomalies que afecten el desenvolupament dels ossos, principalment el crani i les clavícules, associades a alteracions en el procés de formació de les dents.
Els pacients afectats solen tenir clavícules poc desenvolupades o absents, hipermobilitat de les espatles que poden aproximar-se fàcilment a la línia mitjana del cos, alçada baixa, front ample amb retard en el tancament de les fontanel·les i dentició anòmala, amb maloclusions i retard en l'aparició de la dentició definitiva. El desenvolupament mental és normal.
La malaltia s'inclou en el grup de trastorns coneguts com a osteocondrodisplàsies. La freqüència calculada n'és d'un cas per milió d'habitants.

## Història
La primera descripció del mal es feu al 1765. El nom de l'afecció procedeix dels treballs realitzats per Marie i Sainton el 1897.

## Etiologia i herència
S'hereta segons un patró autosòmic dominant, cosa que significa que el descendent d'un progenitor afectat té un 50% de probabilitats de presentar la malaltia. La causa és una mutació del gen RUNX2 del braç curt del cromosoma 6 humà (6p21). Aquest gen codifica la proteïna del mateix nom que és un factor de transcripció implicat en la formació de l'os i la diferenciació de les cèl·lules formadores d'os o osteoblasts. S'han detectat diferents mutacions en aquest gen que provoquen la malaltia, la síntesi d'una proteïna no funcional, algunes mutacions causen un senyal prematur de parada en el procés de síntesi proteica ocasionant una proteïna incompleta, en altres casos el gen complet es perd.

## Clínica

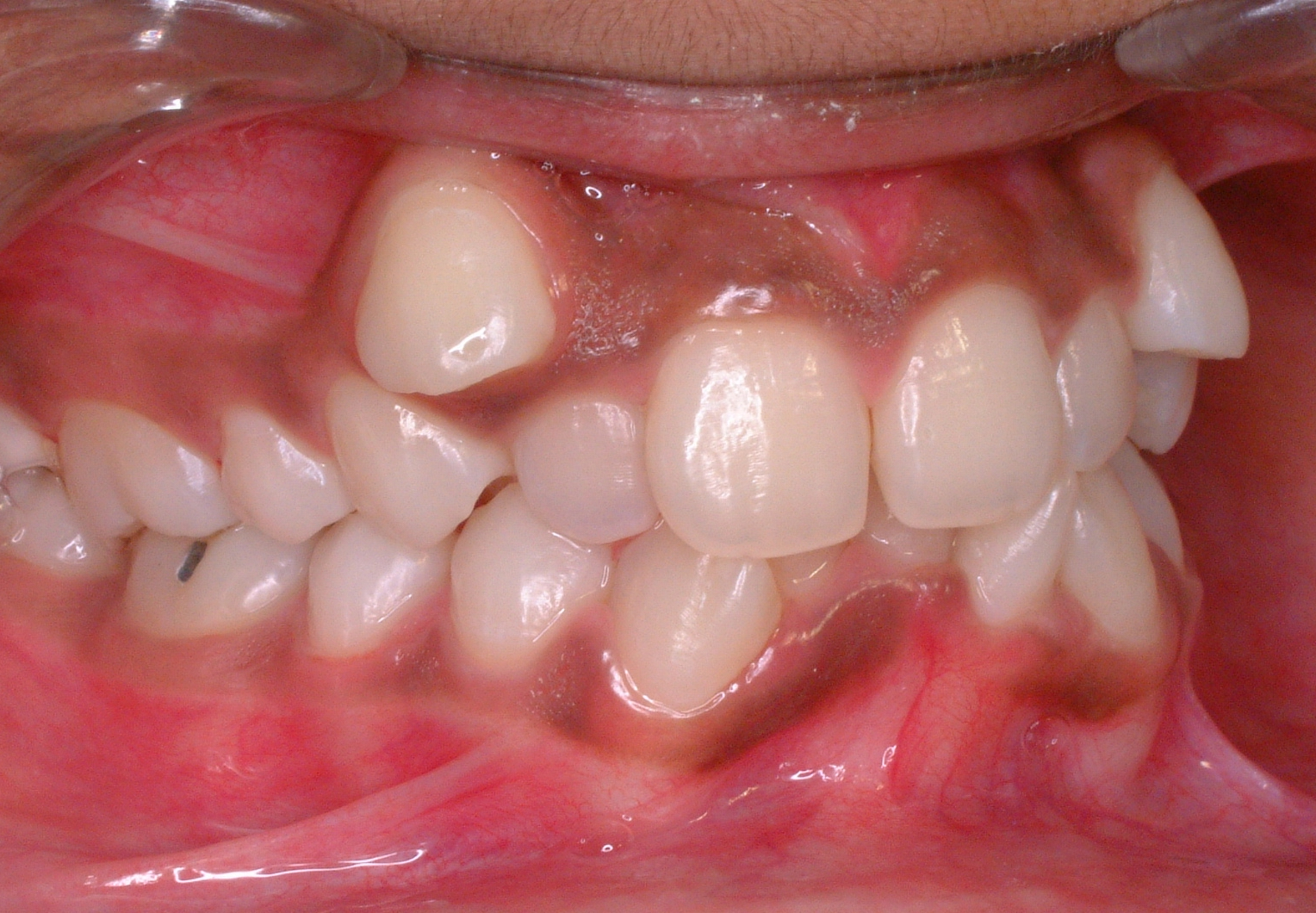
La maloclusió és un dels símptomes més freqüents de la disostosi clidocranial

El quadre clínic n'és molt variable, fins i tot entre dos individus portadors de la mateixa mutació. Generalment hi ha talla baixa observable des de la infantesa, l'alçada d'adult està per sota d'1,50 m en les dones i és inferior a 1,60 en homes. Les fontanel·les del crani romanen obertes més temps del normal, n'arriben fins i tot a persistir en la vida adulta; es produeix abombament en la regió frontal i parietal, separació dels ulls major de la normal i desenvolupament incomplet del si maxil·lar i el si esfenoïdal. Les espatlles tenen un aspecte caigut per la falta de desenvolupament de les clavícules, cosa que fa que puguen acostar-se les dues espatles de forma anòmala. Les extremitats són en general una mica més curtes del normal, amb dits de longitud no simètrica. En la cavitat oral solen existir diferents anomalies que afecten les dents: maloclusions, dents supernumeraris mal implantats i retard en la dentadura definitiva, també alteracions de les genives, paladar ogival amb fissura palatina i càries d'aparició precoç per anomalies en la formació de l'esmalt dental.

## Diagnòstic
És possible realitzar el diagnòstic prenatal, per a això cal detectar prèviament embarassades de risc i conéixer la mutació familiar concreta. El diagnòstic diferencial s'estableix amb altres malalties que poden provocar símptomes semblants, com la síndrome de Crane-Heise, la picnodisostosi, la síndrome de Yunis-Varon i la hipofostàsia. La picnodisostosi coincideix en les malformacions del crani, alçada baixa i alteracions dentals, però s'associa a fragilitat dels ossos i està provocada per una deficiència de catepsina K.

## Tractament
El pronòstic és en general bo en relació amb les expectatives de vida, molts casos són lleus i presenten poca simptomatologia. No hi ha tractament curatiu de l'afecció, les mesures terapèutiques es basen en la correcció quirúrgica o ortopèdica de les anomalies i mesures de rehabilitació. El tractament per logopedes és útil per millorar el llenguatge quan la pronunciació està afectada. Si les fontanel·les romanen obertes en la vida adulta es recomana tractament quirúrgic per evitar lesions intracranials per traumatismes menors. El tractament per odontòlegs i ortodoncistes és molt important per minorar els efectes de la malaltia sobre la dentició. És fonamental l'assessorament genètic, doncs els pacients afectats tenen un 50% de probabilitats de transmetre el mal a cadascun dels seus descendents.